# Aartsbisdom Garoua

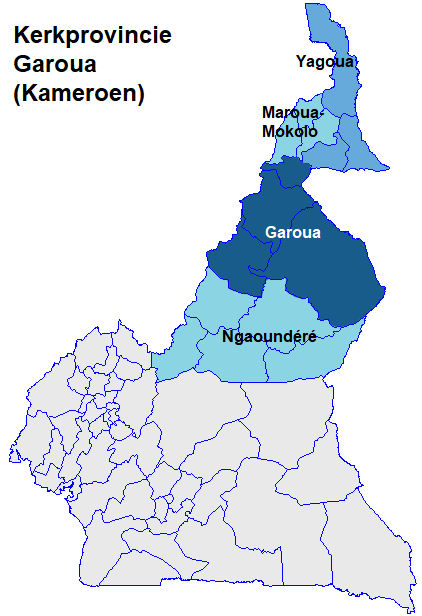
De kerkprovincie Garoua binnen Kameroen

Het aartsbisdom Garoua (Latijn: Archidioecesis Garuensis) is een rooms-katholiek bisdom in Kameroen. De aartsbisschop van Garoua staat als metropoliet aan het hoofd van de kerkprovincie Garoua, een van de vijf kerkprovincies in Kameroen. Het aartsbisdom telt zonder suffragane bisdommen 172.000 katholieken (2019), wat zo'n 9,1% van de totale bevolking van 1.894.000 is. In 2019 bestond het aartsbisdom uit 30 parochies. Het bisdom komt overeen met de regio Nord en heeft een oppervlakte van 65 234 km².

## Geschiedenis
- 9 september 1947: Opgericht als apostolische prefectuur Garoua uit delen van het apostolisch vicariaat Foumban
- 17 mei 1951: Gebied verloren na oprichting apostolische prefectuur Moundou
- 24 maart 1953: Promotie tot apostolisch vicariaat Garoua
- 14 september 1955: Promotie tot bisdom Garoua
- 19 december 1956: Gebied verloren na oprichting apostolische prefectuur Pala
- 11 maart 1968: Gebied verloren na oprichting apostolische prefectuur Maroua-Mokolo en Yagoua
- 18 maart 1982: Promotie tot metropolitaan aartsbisdom Garoua
- 19 november 1982: Gebied verloren na oprichting bisdom Ngaoundéré

## Speciale kerken
De metropolitane kathedraal van het aartsbisdom Garoua is de Cathédrale Sainte-Thérèse in Garoua. 

## Leiderschap
- Apostolische prefect van Garoua 
  - Yves-Joseph-Marie Plumey (25 maart 1947 - 24 maart 1953, later aartsbisschop)
- Apostolisch vicaris van Garoua 
  - Yves-Joseph-Marie Plumey (24 maart 1953 - 14 september 1955)
- Bisschop van Garoua 
  - Yves-Joseph-Marie Plumey (14 september 1955 – 18 maart 1982)
- Metropolitaan aartsbisschop van Garoua 
  - Yves-Joseph-Marie Plumey (18 maart 1982 – 17 maart 1984)
  - Christian Wiyghan Tumi (17 maart 1984 - 31 augustus 1991, sinds 1988 kardinaal, werd aartsbisschop van Douala)
  - Antoine Ntalou  (1992-2016)
  - Faustin Ambassa Ndjodo, C.I.C.M. (sinds 2016)

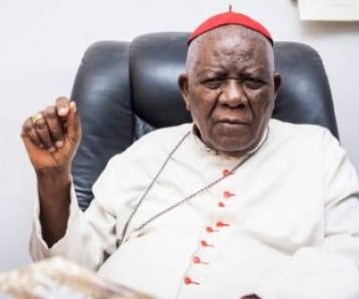
Christian Wiyghan Tumi

## Suffragane bisdommen
- Maroua-Mokolo
- Ngaoundéré
- Yagoua